# Салма (приток Вяницы)
Салма — река в России, протекает по Волховскому району Ленинградской области. Приток Вяницы, бассейн реки Воронежки.

## География
Салма начинается на северном краю болота Соколий Мох. Течёт сначала на север, затем поворачивает на юго-восток. На левом берегу деревня Иевково. Далее течёт вдоль полотна железнодорожной линии Волховстрой — Мурманск, около остановочного пункта Сидорово впадает справа в Вяницу, в 4,7 км от устья последней. Длина реки — 13 км.

## Данные водного реестра
По данным государственного водного реестра России относится к Балтийскому бассейновому округу, водохозяйственный участок реки — Сясь, речной подбассейн реки — Нева и реки бассейна Ладожского озера (без подбассейна Свирь и Волхов, российская часть бассейнов). Относится к речному бассейну реки Нева (включая бассейны рек Онежского и Ладожского озера).
Код объекта в государственном водном реестре — 01040300112102000018020.